# José Martins da Silva
José Martins da Silva SDN (ur. 14 czerwca 1936 w Tiros, zm. 29 stycznia 2015 w São Gotardo) – brazylijski duchowny katolicki, prałat Ji-Paraná 1978-1982 i arcybiskup Porto Velho 1982-1997.

## Życiorys
Święcenia kapłańskie otrzymał 29 czerwca 1963.
3 stycznia 1978 papież Paweł VI mianował go prałatem Ji-Paraná. 2 kwietnia 1978 z rąk biskupa Belchiora Joaquima da Silva Neto przyjął sakrę biskupią. 
4 października 1982 papież Jan Paweł II mianował go arcybiskupem Porto Velho. 3 września 1997 złożył rezygnację z zajmowanej funkcji.